# Wilton (Nowy Jork)
Wilton – town w Stanach Zjednoczonych, w stanie Nowy Jork, w hrabstwie Saratoga.
Powierzchnia town wynosi 35,95 mi² (około 93,1 km²). W 2010 roku jego populacja wynosiła 16 173 osób, a liczba gospodarstw domowych: 6847. W 2000 roku zamieszkiwało je 12 541 osób, a w 1990 mieszkańców było 10 626.